# Мохначёва, Марина Петровна
Мари́на Петро́вна Мохначёва (19 марта 1952; Москва, СССР — 16 октября 2014; Москва, Россия) — российский историк, доктор исторических наук, профессор кафедры истории России средневековья и раннего нового времени факультета архивного дела Историко-архивного института Российского государственного гуманитарного университета.
Член диссертационного совета РГГУ по историческим наукам, а также Союза краеведов России, Союза журналистов России и Генеалогической ассоциации Союза русских дворян в Париже.
Автор более 350 работ по русской истории, историографии, методов исторического исследования, истории культуры, журналистики, науки, источниковедения историографии и интеллектуальной истории в различных научных изданиях, а также ряда учебных пособий и монографий.

## Биография

### Советский период
Марина Мохначёва родилась 19 марта 1952 года в Москве. Дочь военного лётчика Петра Ивановича (1927―1991) и инженера-конструктора Евдокии Марковны (1927―2008).
В юности обучалась в музыкальной школе при консерватории по классу скрипки. В 1969 году с отличием окончила среднюю школу № 250 в Москве. В грамоте особо отмечались её успехи по химии, истории и английскому языку. По окончании школы в ней же работала библиотекарем, а позже совмещала свою работу с должностью учителя пения. Собиралась поступать в консерваторию, но после перелома руки оставила занятие скрипкой.
В 1970 году поступила на факультет архивного дела Московского государственного историко-архивного института. Во время учёбы занималась активной научной и общественной деятельностью. Участвовала в кружках источниковедения, истории госучреждений, истории СССР, конкурсов студенческих работ. Была корреспондентом стенгазеты «Историк-архивист» и ответственной за выпуск бюллетеней общества и организацию выставок. Также являлась членом президиума студенческого научного общества, общества «Знание» и университета молодого лектора.
В 1975 году Мохначёва с отличием окончила факультет архивного дела МГИАИ, при этом став и обладателем значка ЦК ВЛКСМ «За отличную учёбу». В том же году она получила распределение на работу в Центральный государственный архив РСФСР, а 1 декабря была зачислена в заочную аспирантуру по специальности «Историография и источниковедение» (07.00.09) при кафедре истории СССР досоветского периода.
30 ноября 1979 года Мохначёва защитила диссертацию на соискание учёной степени кандидата исторических наук на тему «Проблемы истории России в демократических журналах второй половины XIX века». С апреля 1980 года вела занятия в МГИАИ, а с 3 ноября, оставив службу в ЦГА РСФСР, была утверждена ассистентом кафедры истории СССР досоветского периода. Читала курсы лекций, спецкурс и вела семинары по истории СССР досоветского периода и историографии истории СССР на факультетах архивного дела и государственного делопроизводства. Кроме того, Мохначёва руководила курсовыми и дипломными проектами. Работала в предметной комиссии на вступительных экзаменах и в Государственной экзаменационной комиссии на заочном факультете. С 1983 по 1985 год исполняла обязанности заместителя декана заочного факультета. Также была исполняющим обязанности заместителя декана факультета архивного дела по научно-исследовательской работе. Кроме учебной и научной работы, Мохначёва также вела общественную деятельность. Была куратором студенческой группы и членом Совета по делам студенческих общежитий.
В 1984 году Мохначёва вступила в КПСС. Входила в состав партбюро факультета архивного дела МГИАИ. В 1987 году она была избрана доцентом МГИАИ, а в 1989 ей было присвоено это учёное звание. Участвовала в научных конференциях и читала лекции в провинциальных вузах. Занималась подготовкой учебных и методических пособий для студентов, а также руководила работой стажёров из ближнего и дальнего зарубежья (Болгарии, Германии, США и др.).

### Постсоветский период
26 ноября 1999 года Мохначёва защитила диссертацию на соискание учёной степени доктора исторических наук на тему «Журналистика и историческая наука в России 30―70-х гг. XIX в.: Опыт источниковедения историографии», а 1 июля 2000 была избрана профессором Историко-архивного института РГГУ (переизбиралась в 2001, 2006 и 2011 гг., звание профессора присвоено в 2002 г.). С того же 2000 года занимала должность заместителя директора института по научной работе, а затем заведующей учебной и научной лаборатории «Вспомогательные научные дисциплины». Была членом приёмной комиссии и научным сотрудником межвузовского центра по историческому образованию РГГУ. Также назначалась ответственным за сотрудничество РГГУ с журналом «Родина» и за подготовку торжественного празднования 70-летия института. Являлась научным руководителем дипломных работ студентов. Участвовала в работах Астраханского и Домодедовского филиалов РГГУ.
С 2002 года Мохначёва выступала в качестве оппонента при защитах кандидатских и докторских диссертаций как в России, так и за рубежом. Под её руководством подготавливали свои исследования аспиранты, соискатели и докторанты не только в РГГУ, но и в других университетах. Участвовала в создании, а впоследствии и деятельности лабораторий и центров новой локальной и интеллектуальной историй при Ставропольском, Омском, Томском и Новосибирском государственных университетах.
В 2000-х годах Мохначёва много уделяла внимания зарубежным проектам. Она заключила ряд партнёрских договоров с зарубежными высшими учебными заведениями об их сотрудничестве с российскими. Занималась научным руководством венгерских аспирантов по россиеведению на основе совместной докторской программы РГГУ в центре русистики Будапештского университета им. Л. Этвёша. В Испании с местными учёными разрабатывала россиеведческую составляющую, включаясь также в местные программы о «семейных ценностях». Была организатором международных конференций, совместных образовательных программ и летних школ. Выступала с докладами на симпозиумах в Испании, Венгрии, Китае, Сербии, Хорватии, Польше, Армении, Украине и Белоруссии. Была редактором сборников конференций и переводов научных трудов на русский язык.
Наиболее крупным из последних проектов Мохначёвой было создание истории рода Мусиных-Пушкиных. Сама идея создания его истории была задумана ещё в июле 1994 года на конференции в Рыбинске по случаю 250-летия со дня рождения открывателя «Слова о полку Игореве» ― А. И. Мусина-Пушкина. Проект, однако, изначально не имел особого успеха и в 2000 году академик С. О. Шмидт обратился к Мохначёвой с просьбой «спасти честь России». Последняя взяла на себя ответственность за осуществление данного проекта. При её участии был собран коллектив высокопрофессиональных историков, которые подготовили отдельные очерки по теме. Сама Мохначёва изначально занималась редактированием (координацией, проверкой данных, уточнениями и т. д.), но позднее и сама приняла участие непосредственно в составлении истории рода Мусиных-Пушкиных.
15 октября 2014 года Мохначёву обнаружили у себя дома в бессознательном состоянии и тут же доставили её в московскую больницу № 20, а на следующий день она скончалась от инсульта.